# 前428年
| 千纪： | 前1千纪 |
| 世纪： | 前6世纪 \| 前5世纪 \| 前4世纪 |
| 年代： | 前450年代 \| 前440年代 \| 前430年代 \| 前420年代 \| 前410年代 \| 前400年代 \| 前390年代                                                                     |
| 年份： | 前433年 \| 前432年 \| 前431年 \| 前430年 \| 前429年 \| 前428年 \| 前427年 \| 前426年 \| 前425年 \| 前424年 \| 前423年                                       |
| 纪年： | 周考王十三年 魯元公九年 齊宣公二十八年 晉幽公六年 趙襄子四十八年 秦懷公元年 楚簡王四年 宋昭公四十一年 衛昭公四年 鄭共公二十七年 燕閔公十一年 越王朱勾二十年 |

## 出生
- 阿尔库塔斯，古希腊将军，毕达哥拉斯学派哲学家
- （約本年）秦簡公嬴悼子，秦國君主（前400年逝世），在任国君秦懷公的儿子。《史记·六国年表》作秦灵公（秦懷公之孙）出生，四年后秦灵公之子秦献公出生，可知秦灵公为秦簡公之误。

## 逝世
- 阿那克萨哥拉，古希腊哲学家（前488年出生）。